# Паслін псевдоперцевий
Паслін псевдоперцевий (Solanum pseudocapsicum) або солянум — рослина родини пасльонові.
Плоди його неїстівні і несмачні, проте оригінальні і красиві. У народі їх називають «ягодами кохання».
Рослину ще називають єрусалимською вишнею. На кущі майже завжди одночасно можна бачити квіточки і плоди на різній стадії дозрівання.
Паслін — світлолюбна рослина, віддає перевагу інтенсивному розсіяному світлу, без потрапляння прямих сонячних променів.

## Галерея
|                                |  |
| Плоди пасльону псевдоперцевого |  |